# Арам-Нахараїм
36°32′00″ пн. ш. 42°26′00″ сх. д. / 36.53333333° пн. ш. 42.43333333° сх. д.
'Арам-Нахараїм' -  з  івриту - "Арам між  річками"  -  область  Межиріччя  між  великим  вигином  р.Євфрат  і  верхньою  течією  р.Тігр,  область  верхньої  Месопотамії,  яка  згадується  у  Біблії.

## Біблійні згадки
Ця  назва  5  разів  зустрічається  в Біблії: Буття 24:10, Повторення закону 23:5, Книга Суддів 3:8,  1-а Книга Хронік 19:6, Псалом 60:2. Саме  з Араму  Авраам  почав  свою  мандрівку  в  Землю обітованну.
Септуагінта,  тобто  грецький  переклад  Біблії  перекладає  цю  єврейську назву як месопотамія,  тобто  "земля між річками".

## Історичні згадки
Арам-Нахараїм  згадується  в  писемних  джерелах  стародавнього Єгипту  як  Нахаріна, що  теж в перекладі  означає  "земля між річками",  і  мається  на увазі  межиріччя  верхнього Тигру і  Євфрату,  а  саме  країна  Мітанні.   Вперше назва  Нахаріна  згадується  в  описах  походів  Тутмоса I  у  сучасну  північну Сирію,  коли  він  воював з державою  Мітанні.  Пізніше ця  назва  згадується   у  описі  походів  інших  фараонів  18-ї династії   та  в  листуванні  єгипетських  фараонів (Амарнський архів).